# フローレス海

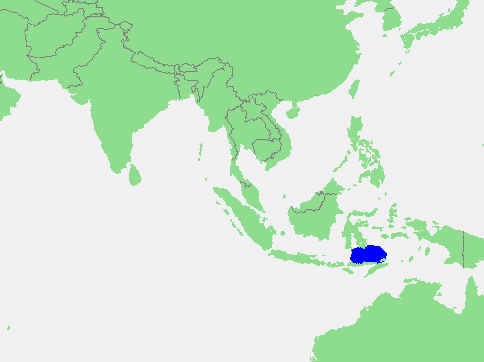
フローレス海

フローレス海（フローレスかい、Flores Sea）は、太平洋西部にある海。広さは東西約800km、南北約300km。インドネシアの島嶼によって、境界が形成されており、北から時計回りにスラウェシ島、ブトン島、ツカンベシ諸島、アロル諸島、コモド島、スンバワ島がある。海域内にはセラヤル島などがある。接続している海域は、北にボネ湾、東にバンダ海、西にジャワ海がある。
海域西部の水深は浅く、大陸棚となっているが、東部は深く1,000mを超えている。